# Teleri
Telerii sunt al treilea popor de elfi care au mers în Aman. Numele lor înseamnă: cei care au sosit după.

## Legături externe
- Teleri la Tolkien Gateway